# Kościół Marii Panny Śnieżnej w Ołomuńcu
Kościół Marii Panny Śnieżnej w Ołomuńcu – barokowy obiekt sakralny znajdujący się w Ołomuńcu, na Morawach w Czechach, przy ulicy Denisovej. Stanowi element szerszego zespołu barokowych budowli, związanych z działalnością w mieście jezuitów.

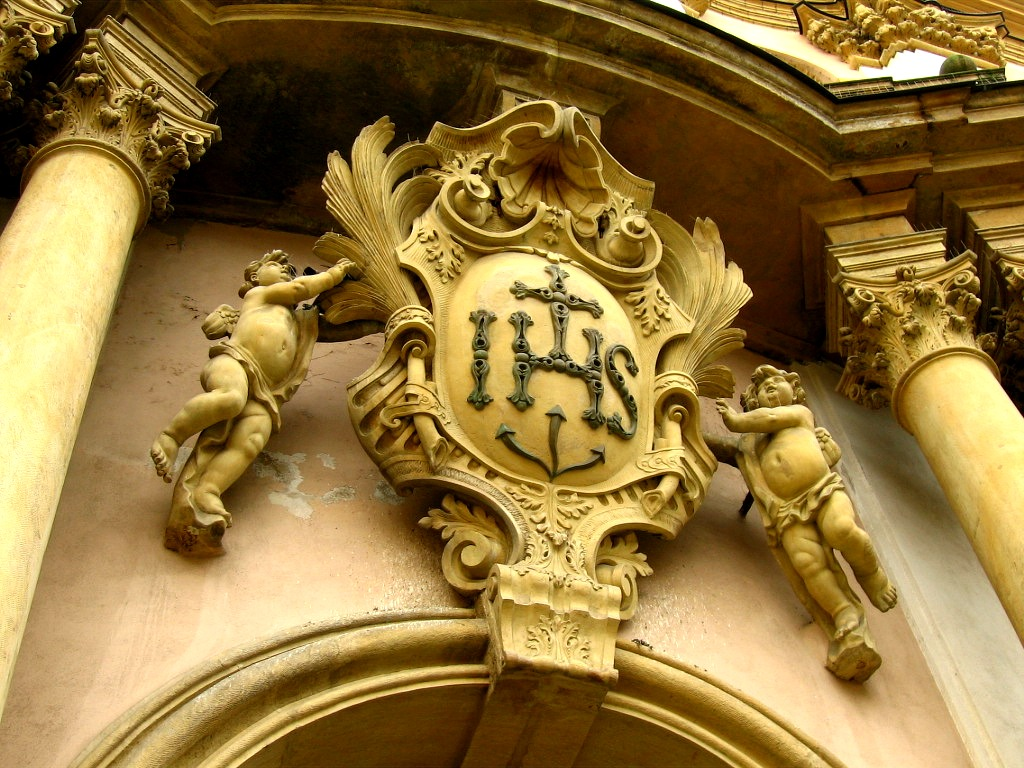
Detal fasady autorstwa Václava Rendera

## Historia
Pierwotnie w miejscu, w którym znajduje się obecny kościół, stała gotycka świątynia, która wchodziła w skład klasztoru minorytów. Po przybyciu do miasta w XVI w. jezuitów i założeniu przez nich kolegium jezuickiego, które w 1573 roku przekształciło się w uniwersytet, kościół stał się świątynią uniwersytecką. W obliczu znacznych zniszczeń, jakim obiekt uległ podczas szwedzkiej okupacji miasta w czasie wojny trzydziestoletniej oraz faktu, że nie był on już w stanie pomieścić rosnącej liczby uczniów jezuickiego uniwersytetu i gimnazjum, jezuici zadecydowali o wybudowaniu na jego miejscu nowego kościoła.
Autor projektu, architekt Michael Josef Klein z Nysy (1660-1725), wykorzystał w nim plan i układ rzymskiego kościoła jezuitów Il Gesú, zupełnie odmiennie kształtując jednak fasadę świątyni. Kamień węgielny pod dzisiejszy kościół położono 12 lipca 1712 roku. Budowali go miejscowi budowniczowie Lukáš Kleckel (Glöckel; 1670-1716) i Wolfgang Reich (1680-1730).
Świątynię zbudowano w 4 lata i konsekrowano już 16 lutego 1716 roku, lecz prace wykończeniowe trwały do 1719 roku. Paradne schody z kamienną balustradą ukończono dopiero w 1722 roku. Prace nad wystrojem i wyposażeniem wnętrza kościoła ukończono w 1743 r.
Od chwili zakończenia budowy i wyposażania świątyni służyła ona jezuitom i uniwersytetowi, którym kierowali, aż do roku 1773, kiedy to zakon został skasowany. Jeszcze przez kolejne pięć lat, zarządzana przez premonstratensów, pełniła funkcję kościoła uniwersyteckiego, a po przeniesieniu uniwersytetu do Brna w 1778 r. stał się własnością wojska. W czasie wojen napoleońskich konwikty jezuitów służyły za koszary, a w kościele urządzono magazyn. Dopiero w 1810 roku świątyni przywrócono pierwotną funkcję i wznowiono w niej nabożeństwa.
Jako kościół garnizonowy funkcjonowała nie tylko w okresie monarchii austro-węgierskiej, ale także w okresie I Republiki Czechosłowackiej, a następnie krótko również po II wojnie światowej. W międzyczasie w latach 1916–1918 administracja wojskowa zleciła całkowitą renowację wnętrza świątyni, którą przeprowadzono pod kierunkiem architekta Dušana Jurkoviča. W 1952 roku kościół stał się własnością miasta, które zarządzało nim do czasu upadku reżimu komunistycznego. Nabożeństwa odprawiane były tam jedynie w niedziele, świątynia pod względem kościelnym podlegała parafii św. Wacława. W 1990 roku obiekt został zwrócony Kościołowi w osobie arcybiskupstwa ołomunieckiego, które następnie w 2007 roku przekazało go na własność nowo utworzonej parafii akademickiej.
W latach 90. XX w. odnowione zostały fasady obiektu.

## Architektura i wyposażenie
Kościół murowany, nieorientowany, wzniesiony w stylu dojrzałego baroku. Okazała, salowa budowla, architektonicznym rozwiązaniem fasady i rozplanowaniem świątyni oraz dekoracją jej wnętrza nawiązuje do innych świątyń jezuickich z tego okresu.
Cechami charakteryzującymi front świątyni są monumentalny portal ze skręconymi kolumnami, balkon z balustradą i kartusz z napisem IHS, niesiony przez dwa anioły. Autorem portalu był miejscowy kamieniarz Václav Render. Natomiast posągi na froncie są dziełem rzeźbiarza Davida Zűrna. Przestronna, jednoczęściowa nawa kościoła ułatwia śledzenie wydarzeń przy ołtarzu głównym. Po bokach nawy znajduje się osiem kaplic bocznych, a po bokach prezbiterium usytuowane są dwie kolejne, obszerne kaplice. Jedną z nich jest kaplica św. Pauliny, patronki miasta Ołomuńca, której szczątki otrzymali jezuici od papieża Grzegorza XV. w 1623 roku i które to relikwie przechowywane były w tej właśnie kaplicy.
W pracach nad wyposażeniem i dekoracją wnętrza kościoła brał udział szereg uznanych artystów tego okresu: rzeźbiarzy, malarzy, sztukatorów, pozłotników i in. Owalne malowidło nad ołtarzem głównym przedstawia scenę związaną z konsekracją kościoła. Wiąże się to z budową pierwszej bazyliki matki Boskiej Śnieżnej na Eskwilinie w Rzymie. Autorem obrazu z ołtarza głównego z 1720 r. jest wiedeński malarz Johann G. Schmidt. Oprócz tego obrazu malował on także obrazy ołtarzowe w kaplicach św. Anny i św. Pauliny. Innymi malarzami zaangażowanymi w dekorację kościoła byli Karel J. Haringer (freski na sklepieniach w nawie i w prezbiterium kościoła, przedstawiające Cud Panny Marii Śnieżnej i Apoteozę Panny Marii oraz malowidła w kaplicach św. Barbary, św. Józefa i Aniołów Stróżów), Josef F. Wickart (obrazy w kaplicach Michała Archanioła i św. Karola Boromeusza), a zwłaszcza Johann Christoph Handke, autor ogólnego wystroju kaplic św. Ignacego Loyoli i św. Franciszka Ksawerego.
Monumentalne barokowe organy z 1729 roku są dziełem królewskiego organmistrza Johanna G. Halbicha. Ich bogata dekoracja rzeźbiarska przedstawia niebiańską orkiestrę, składającą się z aniołów i postaci biblijnych, m.in. króla Dawida. Autorem dekoracji jest wiedeński rzeźbiarz Johann Pirner.
Z obiektów zachowanych ze starego kościoła uwagę zwracają gotycka rzeźba, przedstawiająca Marię Pannę z Dzieciątkiem Jezus oraz późnogotycki Chrystus na krzyżu w przedsionku świątyni.